# Wilhelm Abegg
Wilhelm Abegg (ur. 29 sierpnia 1876 w Berlinie, zm. 18 października 1951 w Baden-Baden) – niemiecki prawnik.

## Życiorys
Od 1917 zaangażowany w reorganizację policji pruskiej, radca ministerialny w pruskim ministerstwie spraw wewnętrznych (1920–1926), od 1923 dyrektor ministerialny, kierownik wydziału policji, sekretarz stanu w pruskim ministerstwie spraw wewnętrznych (1926–1932), członek Niemieckiej Partii Demokratycznej (niem. Deutsche Demokratische Partei) i Reichsbanner. Od 1933 na emigracji w Szwajcarii. Członek założyciel antynazistowskiego Komitetu Narodowego Wolne Niemcy (niem. Nationalkomitee Freies Deutschland, NKFD). W latach 1933–1949 pracował jako adwokat prawa międzynarodowego w Zurychu.